# キツネメバル
キツネメバル（狐眼張、狐目張、狐鮴、Sebastes vulpes）メバル属に属する魚の一種。北海道にはタヌキメバルという型のキツネメバルも生息する。

## 分布
北海道南部以南から九州、朝鮮半島

## 形態
全長30-45cm。頭の背側や鰓蓋に多数の棘があり、背部から体側には灰色や黒色が混じる細かな斑模様が見られる。

## 生態
成魚になると水深50-100mの岩礁域に生息する。岩場にいることが多いが、近くの砂場などの開けた場所に出ていることも少なくない。
温帯域や珊瑚礁域ではホンソメワケベラが掃除魚だが、本種が生息する北の海ではオキカズナギが掃除している。
交尾期は秋から冬で、5-6月、卵巣内で孵化した仔魚を出産する（卵胎生）。仔魚は流れ藻に隠れながら沿岸を漂流し、4-5cmの大きさに成長すると岸から殆ど離れないで生活するようになる。エビ類や小魚を食べる。

## 利用
刺し網、定置網などで、エゾメバルやクロソイなどとともに混獲され、総菜魚として利用される。
釣りの対象魚にされる。
塩焼き、干物、煮付け、鍋料理などにして賞味される。新鮮なものは刺身にも利用される。脂がのっている白身はソイ類の中でも特に美味だとされる。

## 別名
五十音順。
オキメバル（沖眼張、沖目張、近縁種との混称）、キツコオホゴ、クロス、クロボッカ（黒ぼっか）、クロボッコ（黒ぼっこ）、スイ、ソイ（曹以、近縁種との混称）、マゾイ、タケノコメバル（筍眼張、筍目張、標準和名がこの名の魚もいる）、ツヅリ、ナダツヅリ、バドウ、ヒキ、マゾイ（真曹以）、メバツヅリ、モロタビなどとも呼ばれる。